# Hetauda
Hetauda (népalais : हेटौडा) est une ville du Népal, chef-lieu de la province de Bagmati et du district de Makwanpur. Au recensement de 2011, la ville comptait 84 671 habitants.